# كينيث كيث كيلي
كينيث كيث كيلي (بالإنجليزية: Kenneth Keith Kelley)‏ هو كيميائي أمريكي، ولد في 1901، وتوفي في 1991.